# Danowski – Blutapfel
Danowski – Blutapfel ist ein Fernsehkrimi der erstmals am 9. Dezember 2019 in der ZDF-Reihe Fernsehfilm der Woche ausgestrahlt wurde. Zuvor war er schon ab 2. Dezember 2019 in der ZDF Mediathek abrufbar. Das Drehbuch schrieb Annette Reeker unter ihrem Pseudonym Anna Tebbe nach den Motiven des Romans „Blutapfel“ von Till Raether, Regie führte Markus Imboden. Der Krimi ist eine Produktion der all-in-production Gesellschaft für Film- und TV-Produktion, die Produktionsleitung hatte Annette Reeker.

## Handlung
Im Elbtunnel wird der IT-Berater Oliver Wiebusch in seinem Geländewagen erschossen, der Täter entkommt unerkannt. Der an Hypersensibilität leidende Kommissar Adam Danowski, sein alkoholkranker Partner Andreas „Finzi“ Finzel und die junge Kollegin Meta Jurkschat übernehmen die Ermittlungen. Sie finden heraus, dass das Opfer Verbindungen zur Urban-Explorer-Szene hatte, in die Hamburger Unterwelt hinabstieg und einen selbst ernannten Todfeind in der Szene hatte. Die Vermutung liegt nahe, dass der Täter nicht Wiebusch, sondern ein anderes Opfer im Auge hatte. Als die Frau des Urban-Explorers „Trickster“ unter mysteriösen Umständen stirbt, überschlagen sich die Ereignisse.

## Kritik
- „Das ZDF stellt einen Kommissar vor, von dem wir gern mehr sähen: In „Danowski – Blutapfel“ lernen die Zuschauer einen Ermittler kennen, dessen „Columbo“-hafter Ermittlungsstil Wiederholungsbedarf hat.“[3]